# Сабанеев, Иван Фёдорович
Ива́н Фёдорович Сабане́ев (1856—1937) — русский хирург, педагог. Один из пионеров сосудистой хирургии.

## Биография
В 1882 году окончил медицинский факультет университет св. Владимира в Киеве. С 1887 года работал в Одессе, в 1904—1908 годах — приват-доцент Новороссийского университета. С 1908 года — заведующий кафедрой хирургической патологии Новороссийского университета.
Инициатор постройки и первый главный врач Одесской окружной (губернской) больницы (1902—1908). Организовал интернат для молодых врачей. В 1908 году оставил государственную службу под давлением черносотенцев.
В 1918 году во время гражданской войны эмигрировал в Турцию.

## Научная деятельность
Труды И. Ф. Сабанеева посвящены, в основном, вопросам пластической и сосудистой хирургии.
В эксперименте доказал, «что зашитая рана сердца у кролика вполне останавливает кровотечение» (1885). Одним из первых в мире и первым в России в 1895 г. выполнил успешную операцию артериотомии, тромбэктомии и артериорафии на бедренной артерии.
Предложил операцию вылущения голени в коленном суставе (получила широкое распространение и названа именем Сабанеева); разрабатывал вопросы лечения туберкулеза, сшивания кровеносных сосудов, первый проработал методику наложения желудочного свища.
Инициатор последипломного обучения хирургии (интернатуры).